# NGC 3044
NGC 3044 (również PGC 28517 lub UGC 5311) – galaktyka spiralna z poprzeczką (SBc), znajdująca się w gwiazdozbiorze Sekstantu. Odkrył ją William Herschel 13 grudnia 1784 roku.
W galaktyce tej zaobserwowano supernową SN 1983E.